# Jožef Košič
Ne zamenjujte z osebo: Jože Košiček
Jožef Košič (madžarsko Kossics József) duhovnik, jezikoslovec, pisatelj, etnolog in zgodovinar * 9. oktober 1788, Bogojina; † 26. december 1867, Gornji Senik.

## Življenje in delo
Njegov oče, Jožef Košič starejši, je bil učitelj iz Varaždina. Njegova mati, Ana pl. Kregar, nižja plemkinja iz Ivancev.
V mladih letih je bival pri Adamu Ivanociju v Beltincih. Na gimnazijo je hodil v Kőszegu in Sombotelu.
Kot duhovnik je bil posvečen leta 1811. Kaplanoval je v Beltincih, Turnišču in Svetem Juriju. Na Gornjem Seniku je bil župnik 39 let, pred tem pa je bil od leta 1816 do 1829 župnik v Dolnjem Seniku. Umrl je na Gornjem Seniku v 80. letu starosti.
Košič je avtor pokrajinske monografije O vendskih-totih na Madžarskem (A Magyar Országi Vendus-Tótokról 1824-28). Najprej jo je objavil anonimno  v časopisu Kedveskedő („Dobrikav”) na Dunaju leta 1824, leta pa je János Csaplovics spis ponatisnil pod pravim imenom v peštanski reviji Tudmányos gyűjtemény (Zbirka znanosti). Leta 1829 ga je objavil v nemškem prevodu. Svojo prvo razpravo je Košič napisal v madžarščini: Ali so na Madžarskem Vandali? (Vannak e Magyar Országban Vandalusok?). Tu zagovorja tedaj razširjeno mnenje, da so Slovenci na Madžarskem potomci Vandalov. V slovenščino je prevedel madžarsko slovnico (1833).
Košiča je zelo zanimala zgodovina, predvsem zgodovina Prekmurja. Bil je prvi slovenski pisatelj na Madžarskem, ki je večinoma pisal posvetne poučne spise. Zato je moral uporabljati tudi nove besede. Te je prevzel iz štajerskega in kajkavskega hrvaškega govora, deloma pa je uporabljal tudi lastne neologizme.
Po njem se danes imenuje Osnovna šola Jožefa Košiča na Gornjem Seniku.